# Hénin-sur-Cojeul
Hénin-sur-Cojeul là một xã của tỉnh Pas-de-Calais, thuộc vùng Hauts-de-France, miền bắc nước Pháp.

## Dân số
| 1962                                                           | 1968 | 1975 | 1982 | 1990 | 1999 | 2006 |
| -------------------------------------------------------------- | ---- | ---- | ---- | ---- | ---- | ---- |
| 310                                                            | 344  | 324  | 367  | 365  | 372  | 434  |
| Census count starting from 1962: Population without duplciates |      |      |      |      |      |      |